# Dudu (football, 1980)
Pour les articles homonymes, voir Dudu.
Eduardo Francisco de Silva Neto, plus communément appelé Dudu est un footballeur brésilien né le 2 février 1980. Il est attaquant.

## Palmarès
- Champion de Corée du Sud en 2006 avec le Seongnam Ilhwa Chunma
- Meilleur buteur du championnat de Corée du Sud en 2008 avec 15 buts en 26 matchs